# Gruppe 47
De Gruppe 47 was een groep van Duitstalige schrijvers en uitgevers die op initiatief van Hans Werner Richter in september 1947 bijeenkwamen en de komende twee decennia een duidelijk stempel zouden drukken op de naoorlogse Duitse literatuur.

## Ontstaan
Een aantal schrijvers van de Gruppe 47 werkte in 1946 al mee aan het tijdschrift Der Ruf, waarvan Richter de redacteur was en Alfred Andersch de uitgever. Dit tijdschrift was de voortzetting van de sinds 1945 in de gevangenkampen verschenen Blätter für deutsche Kriegsgefangene en had als doel de Duitsers op te voeden in democratische ideeën. Toen het blad te kritisch werd over de Amerikaanse bezettingsmacht en communistische ideeën ingang vonden werd het door de Amerikaanse legercensuur, die tamelijk streng was en tegen allerlei communistische uitingen optrad, na twee jaar verboden.
In juli 1947 besloten enkele voormalige auteurs van Der Ruf een nieuw literair tijdschrift op te richten, Der Skorpion, en om regelmatig bijeen te komen teneinde elkaars werk door te nemen en kritisch te beoordelen. Bij het eerstvolgende treffen in september was de groep al belangrijk veel groter. In november presenteerden ze elkaar het eerste nummer van Der Skorpion; dit werd echter om verschillende redenen niet uitgegeven. Toen duidelijk werd dat er nieuwe bijeenkomsten werden gepland, stelde Hans Georg Brenner in september 1947 voor deze groep Gruppe 47 te noemen.

## Doelstelling en activiteiten
Het hoofddoel van de Gruppe 47 was het bevorderen van de nog prille naoorlogse Duitse literatuur, die op dat moment in verwarring verkeerde (zie o.a. Kaalslagliteratuur). De groep organiseerde bijeenkomsten, geleid door Hans Werner Richter. Aanvankelijk besliste Richter alleen wie er bij deze samenkomsten werd uitgenodigd. De deelnemers lazen voor uit eigen werk, waarop de aanwezige critici hun mening gaven over de beluisterde teksten. Kenmerkend was dat de auteur die had voorgelezen zelf niet aan de discussie mocht deelnemen. Soms werden er ook literaire figuren uit het buitenland uitgenodigd. Tevens reikte de groep een literatuurprijs uit aan nog onbekende auteurs, die nadien gewoonlijk grote bekendheid zouden verwerven. 
Opvallend uit de begintijd was dat velen  van Gruppe 47 zich als slachtoffer van het Nazisme beschouwden, ook als men bij de Wehrmacht had gediend. Voor de holocaust bestond geen aandacht. Exemplarisch is dat Hans Werner Richter bij een bijeenkomst in 1952 zei dat de voorleesstijl van Paul Celan, een Joodse dichter, hem aan Goebbels deed denken. Böttinger beschrijft dit als volgt: "Na de lezing van Celan bij het middageten had ik (Hans Werner Richter) terloops en zonder enige bedoeling gezegd, dat de stem van Celan mij aan de stem van Joseph Goebbels herinnerde. Omdat beide ouders van Celan door de SS werden omgebracht, kwam het tot een dramatisch conflict. Paul Celan verlangde rekenschap en probeerde mij in de positie van een vroegere Nationaalsocialist te drukken. Ilse Aichinger en Ingeborg Bachmann huilden en smeekten mij onder ware tranenstromen steeds weer, mij te verontschuldigen, wat ik uiteindelijk ook deed." Pas na midden jaren vijftig groeide het bewustzijn dat sommige groepen meer geleden hadden dan anderen. Iemand als Ilse Aichinger was ook tegen de kaalslagliteratuur en voor meer meer zelfonderzoek.

## Opheffing
In de jaren 60 kwam de klad in de samenwerking tussen de verschillende groepsleden. Hoewel de kwaliteit van hun werk niet noodzakelijkerwijs achteruitging, liepen de meningsverschillen steeds hoger op. Dit had te maken met de tendens tot verlinksing van de intellectuele milieus in die tijd: Sommigen sloten zich bij de radicale ideeën aan terwijl anderen daar nadrukkelijk afstand van namen. In mindere mate raakten ook hun stijlopvattingen van elkaar vervreemd: de  realistisch georiënteerde schrijvers kregen het moeilijk met jongere, onconventioneel experimenterende auteurs.
In oktober 1967 vond de voorlopig laatste bijeenkomst plaats, die op een mislukking uitliep. Hoewel er toen nog geen plannen waren de groep te ontbinden zou Richter later opmerken dat "de groep allang aan opheffingskanker leed" en in verval verkeerde. De groep kwam nog één keer bijeen, in 1977, om zichzelf op te heffen.

## Bekende leden
- Ilse Aichinger
- Alfred Andersch
- Johannes Bobrowski
- Heinrich Böll
- Paul Celan
- Friedrich Christian Delius
- Günter Eich
- Hans Magnus Enzensberger
- Günter Grass
- Wolfgang Hildesheimer
- Uwe Johnson
- Alexander Kluge
- Siegfried Lenz
- Hans Werner Richter
- Wolfdietrich Schnurre
- Martin Walser

## Vergelijkbare groepen
In 1961 werd in Dortmund de Dortmunder Gruppe 61 opgericht, een groep politiek geëngageerde literaire figuren die als hoofddoel hadden de arbeiders aan het schrijven te krijgen. 
In 2005 richtte Günter Grass in Lübeck de Gruppe 05 op die sterk geïnspireerd was op de Gruppe 47. Enkele belangrijke Duitse schrijvers sloten zich daarbij aan.